# Självmord med ångervecka – Den första dagen av mitt liv
Självmord med ångervecka – Den första dagen av mitt liv (italienska: Il primo giorno della mia vita) är en italiensk dramakomedifilm från 2023. Filmen är regisserad av Paolo Genovese, som skrivit manus tillsammans med Isabella Aguilar och Paolo Costella. Filmen har en planerad svensk biopremiär den 19 april 2024.

## Handling
Filmen kretsar kring en man som presenterar sig för fyra personer som överväger självmord. Mannen ger den omaka kvartetten ett märkligt erbjudande. Han lovar att om han bara får en vecka på sig så kommer han att tända deras livsgnista på nytt.

## Rollista (i urval)
- Toni Servillo - mannen
- Valerio Mastandrea - Napoleone
- Margherita Buy - Arianna
- Sara Serraiocco - Emilia
- Gabriele Cristini- Daniele
- Vittoria Puccini - kvinnan